# Brian Benben
Brian Benben (Winchester, Virgínia, 18 de junho de 1956) é um ator estado-unidense mais conhecido por interpretar Martin Tupper no sitcom Dream On da HBO, entre 1990 e 1996 e um agente do FBI no filme Dark Angel (mais conhecido nos EUA como I Come in Peace). Também teve um papel principal no filmeRadioland Murders como o marido de Mary Stuart Masterson. Atualmente interpreta o Dr. Sheldon Wallace em Private Practice.

## Biografia
Nascido em Winchester, Virgínia em 18 de junho de 1956, Benben decidiu prosseguir atuando depois de passar dois anos em uma faculdade comunitária em Nova York.

## Vida pessoal
Em 1982, casou-se com a atriz Madeleine Stowe, com quem tem uma filha. Eles vivem em um rancho nos arredores de Fredericksburg, Texas.